# Identidades de Rogers-Ramanujan
En matemáticas, las identidades de Rogers-Ramanujan son dos expresiones relacionadas con las series hipergeométricas básicas y con las particiones enteras. Fueron inicialmente descubiertas y probadas por Leonard James Rogers en 1894, y posteriormente redescubiertas (sin demostración) poco antes de 1913 por Srinivasa Ramanujan, quien conoció el artículo de Rogers en 1917. Posteriormente publicaron una nueva demostración conjunta (Rogers y Ramanujan, 1919). Issai Schur también había descubierto y probado de forma independiente las identidades en 1917. 

## Definición
Las identidades de Rogers-Ramanujan son
{\displaystyle G(q)=\sum _{n=0}^{\infty }{\frac {q^{n^{2}}}{(q;q)_{n}}}={\frac {1}{(q;q^{5})_{\infty }(q^{4};q^{5})_{\infty }}}=1+q+q^{2}+q^{3}+2q^{4}+2q^{5}+3q^{6}+\cdots } (sucesión A003114 en OEIS)
y 
{\displaystyle H(q)=\sum _{n=0}^{\infty }{\frac {q^{n^{2}+n}}{(q;q)_{n}}}={\frac {1}{(q^{2};q^{5})_{\infty }(q^{3};q^{5})_{\infty }}}=1+q^{2}+q^{3}+q^{4}+q^{5}+2q^{6}+\cdots } (sucesión A003106 en OEIS) .
Aquí, {\displaystyle (\cdot ;\cdot )_{n}} denota el símbolo q-Pochhammer.

## Interpretación combinatoria
Considérese lo siguiente:
- {\displaystyle {\frac {q^{n^{2}}}{(q;q)_{n}}}} es la función generadora de particiones con exactamente {\displaystyle n} partes tales que las partes adyacentes tienen una diferencia de al menos 2.
- {\displaystyle {\frac {1}{(q;q^{5})_{\infty }(q^{4};q^{5})_{\infty }}}} es la función generadora de particiones de modo que cada parte sea congruente con 1 o 4 módulo 5.
- {\displaystyle {\frac {q^{n^{2}+n}}{(q;q)_{n}}}} es la función generadora de particiones con exactamente {\displaystyle n} partes tales que las partes adyacentes tienen una diferencia de al menos 2 y tal que la parte más pequeña es de al menos 2.
- {\displaystyle {\frac {1}{(q^{2};q^{5})_{\infty }(q^{3};q^{5})_{\infty }}}} es la función generadora de particiones de modo que cada parte sea congruente con 2 o 3 módulo 5.

Las identidades de Rogers-Ramanujan podrían interpretarse de la siguiente manera: sea {\displaystyle n} un entero no negativo 
1. El número de particiones de {\displaystyle n} de modo que las partes adyacentes difieran en al menos 2 es igual al número de particiones de {\displaystyle n} de modo que cada parte sea congruente con 1 o 4 módulo 5.
2. El número de particiones de {\displaystyle n} tal que las partes adyacentes difieran en al menos 2 y que la parte más pequeña sea al menos 2 es igual al número de particiones de {\displaystyle n} tal que cada parte sea congruente con 2 o 3 módulo 5.

Alternativamente, 
1. El número de particiones de {\displaystyle n} tal que con {\displaystyle k} partes la parte más pequeña es al menos {\displaystyle k} es lo mismo que el número de particiones de {\displaystyle n} de modo que cada parte sea congruente con 1 o 4 módulo 5.
2. El número de particiones de {\displaystyle n} tal que con {\displaystyle k} partes la parte más pequeña es al menos {\displaystyle k+1} es lo mismo que el número de particiones de {\displaystyle n} tal que cada parte sea congruente con 2 o 3 módulo 5.

## Funciones modulares
Si q = e 2πiτ, entonces q−1/60 G(q) y q11/60 H(q) son funciones modulares de τ. 

## Aplicaciones
Las identidades de Rogers-Ramanujan aparecieron en la solución de Baxter del modelo hexagonal duro en mecánica estadística.
La fracción continua de Ramanujan es 
{\displaystyle 1+{\frac {q}{1+{\frac {q^{2}}{1+{\frac {q^{3}}{1+\cdots }}}}}}={\frac {G(q)}{H(q)}}.}

## Relaciones con álgebras de Lie afines y álgebras de operadores de vértices
James Lepowsky y Robert Lee Wilson fueron los primeros en probar las identidades de Rogers-Ramanujan utilizando exclusivamente técnicas de la teoría de la representación. Probaron estas identidades utilizando módulos de nivel 3 para el álgebra de Lie afín {\displaystyle {\widehat {{\mathfrak {sl}}_{2}}}}. En el curso de esta demostración, inventaron y usaron lo que llamaron {\displaystyle Z}-álgebras. El enfoque de Lepowsky y Wilson es universal, ya que es capaz de tratar todas las álgebras de Lie afines en todos los niveles. Se puede usar para buscar (y probar) nuevas identidades de partición. El primer ejemplo es el de las identidades de Capparelli descubiertas por Stefano Capparelli utilizando módulos de nivel 3 para el álgebra de Lie afín {\displaystyle A_{2}^{(2)}}.